# Leonetto Cappiello
Leonetto Cappiello (9. dubna 1875, Livorno – 2. února 1942, Cannes) byl italsko-francouzský malíř plakátů, knižní ilustrátor a karikaturista, působící v Paříži. Spolu s Julesem Chéretem, Alfonsem Muchou a dalšími malíři vytvořil nezaměnitelný plakátový styl francouzské belle époque.

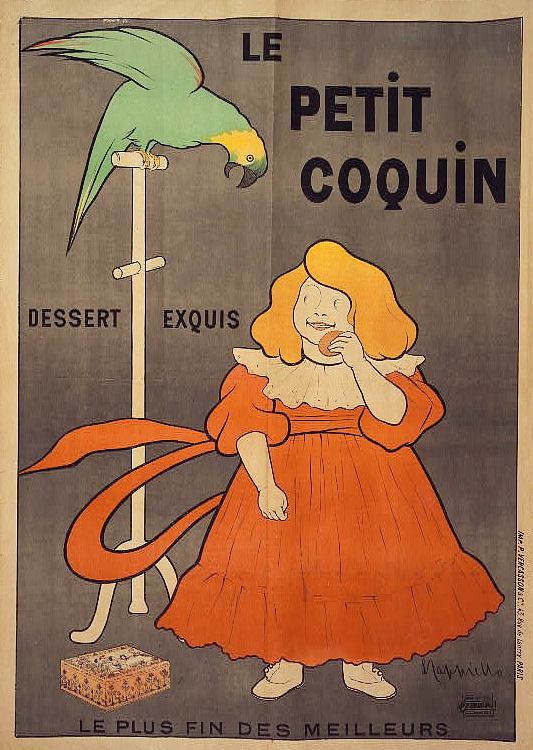
Leonetto Cappiello: Plakát na deserty Le petit coquin (kolem 1900)

Leonetto Cappiello studoval v Livornu, kde debutoval jako karikaturista; album karikatur Lanterna Magica mu vyšlo roku 1896. Roku 1898 odešel do Paříže, kde publikoval své práce v řadě časopisů. Další úspěšné album karikatur Nos actrices, portraits synthétiques vydal roku 1899. Od přelomu století až do 30. let tvořil komerční plakáty, z nichž známé jsou například Cachou Lajaunie (1900), Chocolat Klaus (1905), Thermogène (1909), Cinzano (1910), Bouillon Kub (1911), Papier à cigarettes Job (1912), Parapluie Revel (1922), Savourez la Savora (1930), Chaussures Bally (1931), Bouillon Kub (1931) a Dubonnet (1932).